# ЧКД
ЧКД (чеш. ČKD — Českomoravská Kolben-Daněk) је била једна од највећих инжењерских компанија у бившој Чехословачкој, данас у Чешкој.

## Историјат
ЧКД је основан 1927. спајањем двију малих компанија, "Českomoravská-Kolben" и "Breitfeld-Daněk". Од 1927. до 1929. ЧКД је производио мотоцикле, које је дизајнирао Јарослав Франтишек Кох. За вријеме њемачке окупације Чехословачке, у вријеме Другог свјетског рата, компанија је преименована у "БММ" (Böhmisch-Mährische Maschinenfabrik AG) те је производила наоружање за нацистичку војску - Вермахт. Најпознатији компанијини производи из овог времена су тенк Панцер 38 и Jagdpanzer 38 (касније познат под називом Хецер), који је имао шасију од Панцера 38.
Послије рата, ЧКД је национализован, те је постао један од најпознатијих произвођача трамваја. Они су били произведени у подружници команије, у "ЧКД Татри". "ЧКД Татра" је била основана 1963, а производила је метро аутомобиле и дизелске локомотиве. Ти производи су били извезени у друге социјалистичке државе. Један такав примјер из Т-серије чешких локомотива извезен је и у СССР, гдје је носио назив "ЧМЭ". У то вријеме у ЧКД-у је било запослено око 50.000 људи. Након 1989, када у свијету долази до привредних и политичких промјена, компанија ЧКД је изгубила пуно купаца у средњој и источној Европи, понајвише у државама бившег СССР-а.
1994. ЧКД је приватизован од стране чешке владе и трансформиран у холдинг компанију. Но, нови систем управљања компанијом је био неуспјешан, па се 1998. ЧКД холдинг нашао на ивици банкрота. Неке фирме у холдингу су отишле у стечај, друге су поновно постале државним власништвом због дугова државној банци ИПБ. Неке фирме су продане новим власницима. Тако је 2001. "ČKD Dopravní Systémy" (познат и као ЧКД Татра или само Татра) продан чешкој подружници Сименса. Остатак ЧКД холдинга је 2004. продан чешкој фирми 11 Фите.